# Bondues
Bondues (in olandese Bonduwe) è un comune francese di 10 114 abitanti situato nel dipartimento del Nord nella regione dell'Alta Francia.

## Società

### Evoluzione demografica
Abitanti censiti

## Amministrazione

### Gemellaggi
Bondues è gemellata con:
- Wülfrath, dal 2003
- Buduslău
- Haywards Heath